# Euryspongia raouchensis
Euryspongia raouchensis är en svampdjursart som beskrevs av Vacelet, Bitar, Carteron, Zibrowius och Perez 2007. Euryspongia raouchensis ingår i släktet Euryspongia och familjen Dysideidae. Inga underarter finns listade i Catalogue of Life.